# Thomas Hamilton
Thomas Thaddeus Hamilton (Chicago, Illinois, 3 de abril de 1975) es un exjugador de baloncesto estadounidense que disputó dos temporadas en la NBA, además de jugar en la NBA D-League, la CBA y la liga china. Con 2,18 metros de estatura, jugaba en la posición de pívot.

## Trayectoria deportiva

### High School
Su etapa de instituto transcurrió en el Martin Luther King High School de Chicago, donde fue compañero del también jugador profesional Rashard Griffith, siendo incluido en 1993 en el mejor quinteto del estado de Illinois. Intentó entrar en la Universidad de Illinois, pero debido a problemas académicos no lo consiguió, terminando en la Universidad de Pittsburgh, donde no jugó al baloncesto.

### Profesional
En 1995 fichó como agente libre por los Boston Celtics, pero una lesión hizo que no debutara hasta el mes de marzo, disputando en total once partidos en los que promedió 2,3 puntos y 2,0 rebotes por partido.
En las temporadas siguientes llegó a fichar por Chicago Bulls y por Miami Heat, pero ambos equipos decidieron no contar con él finalmente en sus plantillas. Tras pasar por los Fort Wayne Fury de la CBA, en 1999 fichó por los Houston Rockets, donde debido a una lesión del pívot titular, Hakeem Olajuwon, llegó a salir en el quinteto inicial en 7 partidos. Disputó 22 partidos en los que promedió 3,7 puntos y 4,1 rebotes.
Al año siguiente, tras no fructificar su fichaje por los Washington Wizards, acabó jugando en la NBA D-League, a caballo entre los Roanoke Dazzle y los Greenville Groove, acabando la temporada con 10,0 puntos y 9,4 rebotes por partido, máximo reboteador de la competición, lo que le valió para ser incluido en el mejor quinteto de la NBA D-League, además de proclamarse campeón de liga. Acabó su carrera deportiva jugando una temporada con los Beijing Ducks de la liga china.

## Estadísticas de su carrera en la NBA

### Temporada regular
| Año     | Equipo  | PJ | PT | MPP  | %TC  | %3P | %TL  | RPP | APP | ROB | TPP | PPP |
| ------- | ------- | -- | -- | ---- | ---- | --- | ---- | --- | --- | --- | --- | --- |
| 1995-96 | Boston  | 11 | 0  | 6.4  | .290 | –   | .389 | 2.0 | .1  | .0  | .8  | 2.3 |
| 1999-00 | Houston | 22 | 7  | 12.4 | .443 | –   | .522 | 4.1 | .7  | .2  | .6  | 3.7 |
| Total   | Total   | 33 | 7  | 10.4 | .400 | –   | .463 | 3.4 | .5  | .1  | .7  | 3.2 |